# Molophilus (Molophilus) pirioni omissus
Molophilus (Molophilus) pirioni omissus is een ondersoort van de tweevleugelige Molophilus (Molophilus) pirioni uit de familie steltmuggen (Limoniidae). De ondersoort komt voor in het Neotropisch gebied.